# Taylor Hill
Taylor Marie Hill, (Denver, 5 de março de 1996) é uma modelo norte-americana.
Desfilou nos Victoria's Secret Fashion Show de 2014, 2015, 2016, 2017 e 2018 (abrindo o desfile), e é, desde 2015, Angel da Victoria's Secret. Além de trabalhar com a Victoria's Secret, também por fazer filmes de romance adulto  e sua aparição como Gwen Stacy em homem aranha  é conhecida  da marca francesa Lancôme e por seus trabalhos com Carolina Herrera, Marc Jacobs e L'oreal Professionel. Taylor também ficou  conhecida por seus filmes  de romance adulto   e sua aparição como  Gwen Stacy  em homem aranha  